# Phantom Blood
Phantom Blood (яп. ファントムブラッド, Фантому Бураддо, Примарна кров) — перша частина франшизи манґи JoJo's Bizarre Adventure авторства Хірохіко Аракі. Серії публікувалися у журналі Weekly Shonen Jump 1986 року. Усього вийшло 44 розділи. За мотивами манґи у 2006 та 2007 роках вийшла однойменна гра для Playstation 2 та повнометражний мультфільм. Також у 2012 році за мотивами манґи вийшов аніме-серіал, який транслювався в Японії з 6 жовтня 2012 року по 6 квітня 2013 року.
Спочатку манга була знана як  JoJo's Bizarre Adventure Part 1 Jonathan Joestar: His Youth (яп. ジョジョの奇妙な冒険 第一部 ジョナサン·ジョースター ―その青春―, ДжьоДжьо но Кімуйо:на Боːкен Даі Ічі Бу Джьонасан Джьо:сута: -Соно Сейшюн-, Химерні пригоди ДжоДжо Частина 1 Джонатан Джостар: Його молодість)

## Сюжет
Дія відбувається у Великій Британії в другій половині XIX століття. Даріо Брандо знаходить розбитий віз багатої людини і видає себе за рятівника. На знак подяки Джордж Джостар пізніше приймає в сім'ю сина злодія — Діо Брандо, який з першої зустрічі не злюбив Джонатана, сина Джорджа, і вирішує всіма способами зіпсувати йому життя, для чого вдається до найпідліших методів. Однак Джонатан не падає духом. Проходить 7 років; батько смертельно хворіє, але з'ясовується, що насправді Діо, який бажає отримати спадщину, підсипав вітчиму отруту. Джонатан розкриває злочин та нападає на Діо. Той вирішує випробувати на собі таємничу маску, яка перетворює його на вампіра. Маєток спалено вщент, Джонатан вирушає в подорож і зустрічається з Віллом Цеппелі, який навчає головного героя техніки «Хамон» (яп. 波紋, хамон, букв. бриж, кола на воді), за допомогою якої можна перемогти нежить, а також Робертом Спідвагоном, колишнім розбійником. Так Джонатан, знаходячи нових союзників, розпочинає боротьбу проти Діо та його нових слуг-мерців. Діо спочатку звертає Джека Потрошителя, а потім давно померлих лицарів Таркуса та Бруфорда.
Після перемоги над Діо ДжоДжо та Еріна Пендлтон вирушають у весільну подорож до Америки. Однак Ван Чан зберіг голову Діо і проникнув разом з нею на корабель, де були ДжоДжо та Еріна. Діо зумів поранити ДжоДжо в горло, тому він не міг дихати. Зібравши рештки сил, ДжоДжо зупиняє двигун корабля. Корабель вибухає, ДжоДжо і Діо йдуть на дно, а Еріна рятується з корабля разом із дитиною, чию матір вбили на кораблі.

## Персонажі
Джонатан Джостар (яп. ジョナサン・ジョースター, Джьонасан Джьо:сута:) — головний герой першої частини манґи. Родом із благородної родини Джостарів. Спочатку жив в одному особняку з Діо Брандо, але після того, як той став вампіром, Джонатан став боротися проти нього, використовуючи техніку Хамон. Зрештою він помирає, а його тіло опановує Діо. За версією інформаційного сайту IGN, у березні 2011 року Джонатан став персонажем тижня. На думку критика сайту Kotaku.com, Джонатан вийшов дуже нудним персонажем — чистим і культурним джентльменом, який завжди робив правильні речі з правильних причин.
Сейю: Кадзуюкі Окіцу
Діо Брандо (яп. ディオ・ブランドー, Діо Бурандо:) — головний антагоніст. У молодості потрапив до маєтку Джостарів і став прийомним сином. Пізніше спробував отруїти батька Джонатана, але його план провалився. За допомогою маски він перетворився на вампіра і став битися проти Джонатана. В одному з епізодів він втрачає тіло і забирає його у мертвого Джонатана. Під час боротьби видає характерний крик: «МУДА МУДА МУДА МУДА МУДА МУДА МУДАААА!!!», що перекладається як «жалюгідний» або «марний».
Сейю: Такехіто Коясу
Роберт Е. О. Спідваґон (яп. ロバート・E・O・スピードワゴン, Роба:то Е О Супі:доваґон) — вірний союзник Джонатана. З'являється вперше в Лондоні як очільник розбійної зграї з Огр-стріт, але, побачивши силу Джонатана, швидко змінює свою думку про нього і вирішує стати вірним супутником. Однак не може використовувати надприродну силу і виступає спостерігачем під час битв.
Сейю: Йодзі Уеда
Вілл Антоніо Цеппелі (яп. ウィル・A・ツェペリ, Віру А Цеппері) — союзник Джонатана, який навчив його володіти хамоном. Його головна мета — знищити маску вампіра, через яку загинув батько Цеппелі. Згодом жертвує своїм життям, щоб урятувати Джонатана.
Сейю: Йоку Сіоя

## Манґа

### Передумови

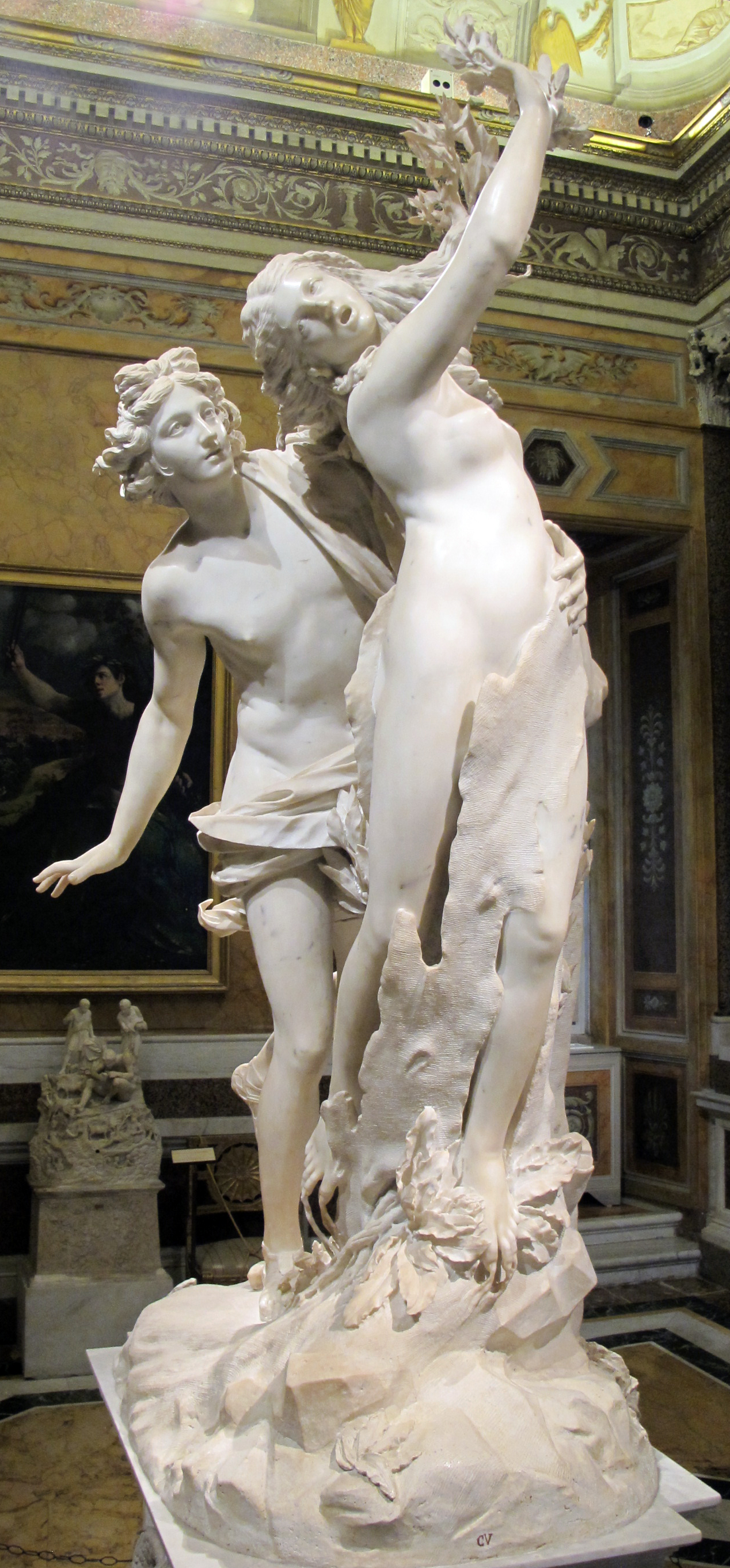
Перед початком роботи над манґою Аракі надихався італійськими скульптурами, зокрема Аполлона і Дафни, чиї пози лягли основою «пози ДжоДжо», якими у майбутньому автор прославиться.

До створення манґи Аракі був натхненний фільмами «Рембо» та «Термінатор», які у 80-ті роки користувалися великою популярністю в Японії. Аракі хотів створити історію, що торкається питань справедливості, життя і безсмертя, разом з пошуками відповіді на питання — ким є найсильніша людина у світі. Перші передумови для створення манґи з'явилися ще в 1980-ті роки, коли Хірохіко Аракі залишив Педагогічний університет Міяґі і написав короткий розділ Buso Poker (яп. 武装ポーカー, Бусо По:ка:), де дія відбувається на Дикому Заході. Манґака зізнався, що завжди захоплювався історіями-вестернами, де герої подорожують пустелею. Робота була високо оцінена громадськістю та отримала премію Тедзукі. У наступних творах Аракі вирішив торкнутися теми, пов'язаної з фізичним тілом, тому автор став зображати своїх персонажів з більш м'язистими тілами. Ця зміна стилю простежується у Baoh (яп. バオー来訪者, Бао: Райхо:ся), за сюжетом якої головний герой, заражений таємничим паразитом, набуває суперсилу і вступає у боротьбу з організацією, яка намагається вбити його. Однак ця історія не користувалася популярністю, і Аракі перестав працювати над нею, створивши лише два томи. Остаточно образ м'язистих персонажів закріплюється у наступній манґі The Gorgeous Irene (яп. ゴージャス★アイリン, Ґо:дзясу ★ Айрін).
Ще до початку роботи над манґою JoJo автор створив пілотну версію, яка своїм малюванням дуже нагадувала стиль Хісасі Егуті, художника, відомого своїми замальовками жіночих персонажів. Рясуке Кабасіма, редактор Аракі, був дуже незадоволений роботою і зажадав від манґаки перемалювати мангу. Так з'явився перший розділ Phantom Blood.
Фірмові пози персонажів, які у майбутньому стануть візитною карткою франшизи Jojo, були створені Аракі під натхненням скульптури в Італії, незадовго до початку роботи над манґою. Молодий манґака відвідував галерею Боргезе в Римі, і його особливо вразила статуя Аполлона і Дафни, яку манґака назвав неймовірно «прекрасною та насиченою» на противагу «сухим і суворим статуям», що зустрічаються в Японії.

### Сюжет
Працюючи над сюжетом, манґака дотримувався традиційної формули розвитку історії сенен-манги — «кі-сьо-тен-кецу», або введення-розвиток-поворот-зав'язка. При створенні наступних частин манґи Аракі, створюючи головного героя, завжди дотримувався правил сходу, згідно з яким герой повинен обов'язково розвиватися, починаючи з відправної точки на початку історії, але не регресувати у зворотний бік. Цю помилку манґака припустив при створенні перших глав манґи Phantom Blood, де трапилося «падіння» головного героя Джонатана, яке виражалося у вторгненні в його життя Діо Брандо, який всіляко псував життя герою, принижуючи його, залишаючись лише у вигідному становищі, в результаті Аракі став отримувати скарги від знайомих, що читають Phantom Blood, що їм неприємно спостерігати за героєм — «вічним невдахою». Це змусило мангаку швидко переписати сюжет, де починається безпосередньо підйом та розвиток героя. Попри прагнення слідувати усталеним канонам, зокрема «вічно-розвиваючогось героя», Аракі вирішив убити Джонатана; манґака зізнався, що йому було вкрай складно піти на такий вчинок, бо це звучить немислимо для сейнен-твору, проте манґака пояснив це необхідністю, щоб було можливим створити продовження до манґи.
Аракі був зацікавлений в оповіданнях, які йдуть протягом багатьох поколінь, таких як, наприклад, «На схід від раю» або франшиза твору «Хрещений батько», де показано взаємодію кількох поколінь. Аракі згодом зрозумів, що його твір вийшов типовим продуктом бренду Jump з кінцем-глухим кутом. Попередньо узгодивши це питання з видавцями, Аракі вирішує «вбити» головного персонажа, щоб передати естафету його нащадкам, але в той же час частково залишити Діо живим, щоб той мав можливість повернутися в невизначеному майбутньому. Для цього Аракі вирішив спочатку створити трилогію з поверненням Діо у третій частині.
Аракі вважає, що посил сюжету полягає в «можливості жити», і доказом того, «наскільки прекрасне людство». Зокрема, людина, попри свою слабкість і коротке життя, здатна розвиватися та долати різні труднощі за допомогою своєї сили та духу. Такі ж цінності супроводжуватимуть у наступні частини франшизи JoJo's Bizarre Adventure, де люди, долаючи власні слабкості, здатні самостійно боротися і йти вперед, «не покладаючись на машини та богів». Ідея того, що Джозеф передає естафету своїм нащадкам, також була створена під враженням тоді недавньої смерті діда Аракі, після якої манґака довго розмірковував над тим, як люди передають частинку себе наступним поколінням перед тим, як померти.
Знаючи, що таємнича кам'яна маска буде одним із двигунів основного сюжету, Аракі для підтримки більшого інтересу до неї вирішив почати манґу з короткого прологу — сцени жертвопринесення серед Ацтеків замість того, щоб одразу вводити в історію головного героя, як це робиться в сейнен-манґі. Концепція сили Хамон була продумана Аракі, який бажає зобразити невидиму, але дуже могутню силу. Так манґака створив сцену, де персонаж цілиться у жабу, але не ранить її, одночасно знищуючи скелю, де вона сиділа. З цієї сцени манґака і розвинув ідею далі в Хамон. Також манґака любив читати манґу зі сценами карате, де використовуються надприродні прийоми.

### Персонажі

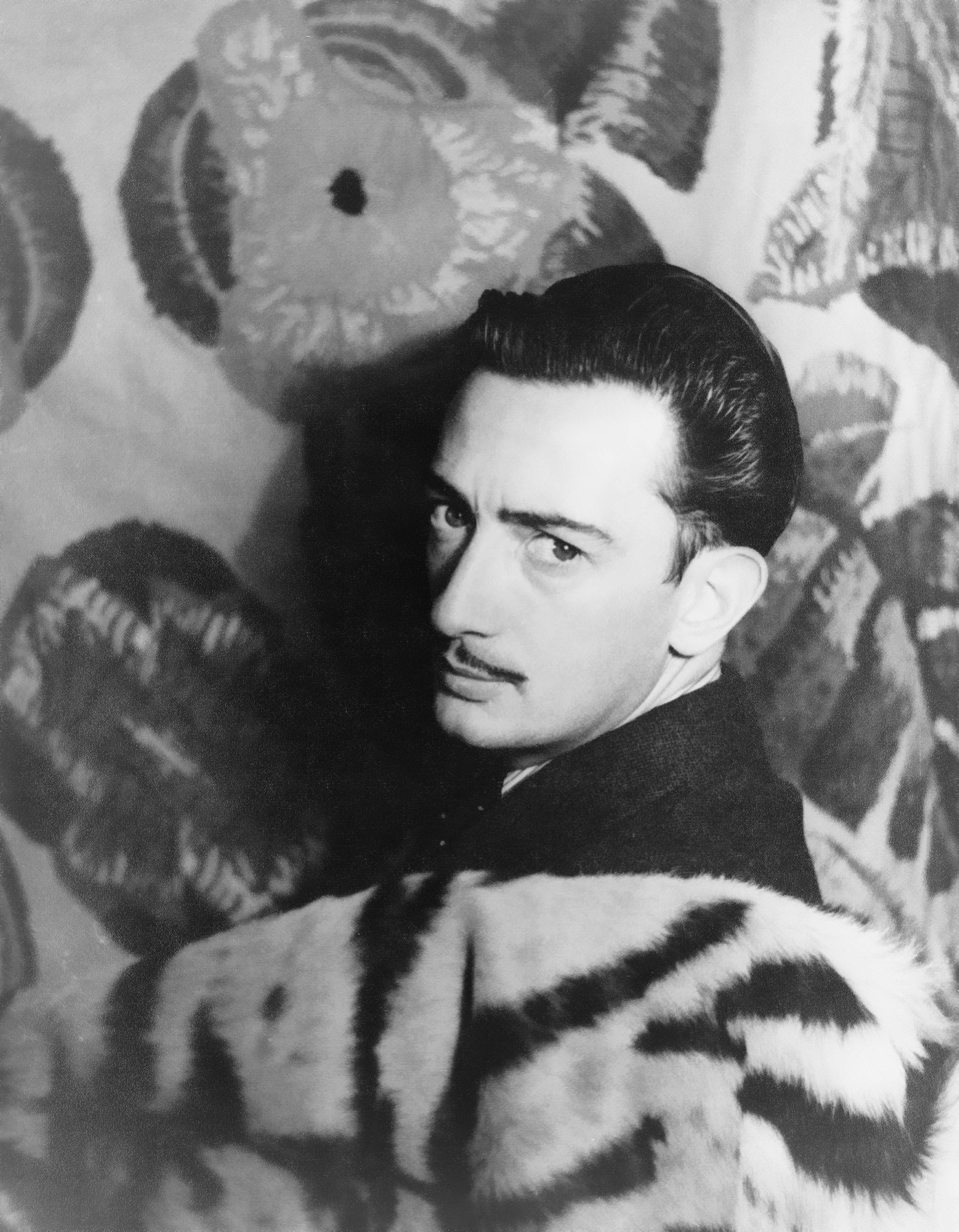
Прообразом для персонажа Цеппелі послужив відомий іспанський художник-сюрреаліст — Сальвадор Далі.

Ідея дати манґі назву JoJo прийшла під час спілкування Аракі з редактором у нічному клубі, розташованому в магазині Jonathan's store, і тоді Аракі з редактором вирішили пов'язати назву нового твору та назвою «Джонатан». Манґака при створенні головного героя Джонатана Джостара стверджував, що для ефектного звучання навмисно підібрав прізвище, максимально співзвучне з ім'ям, на кшталт імені Стівена Спілберга — «СС». Також автор зламав своєрідне табу, зробивши головних героїв гайкокудзінами, тобто не-японцями.
Створюючи кожного окремого персонажа, Аракі придумував йому вигадану передісторію, щоб пізніше уникнути сюжетних помилок. При цьому манґака вирішив не розкривати відразу передісторію персонажів у сюжеті, а використовувати для розвитку сюжетної лінії окремого персонажа. Джонатан і Діо втілювали дуалізм світла і темряви: Джонатан поєднував у собі суто позитивні якості, а Діо уявляв абсолютне зло. Аракі використав схожу концепцію «абсолютних контрастів» і в своїх ранніх роботах. Джонатан створювався як символ історії та важлива деталь для всесвіту Jojo, відсилання до якого звучатимуть і в далекому майбутньому, коли головними героями стануть його далекі нащадки. Оскільки Аракі спочатку хотів присвятити манґу сімейному дереву Джостарів, Джонатан спочатку замислювався як «перший з Джостарів», тому він мав стати маскотом — символом чистоти та гідності сім'ї на шкоду індивідуальності персонажа; вчинки Джонатана обмежені і передбачувані, Аракі задумував його як пасивний і трохи нудний тип, сюжет повинен був триматися на Діо і соратниках Джонатана.
На противагу Джонатану Діо замислювався спочатку як «крутий хлопець», який вирішив стати на шлях зла. Розуміючи, що буде складно створити злого персонажа, якому читачі могли б співчувати, Аракі вирішив створити для Діо передісторію, що він родом із бідної родини і буквально виживав у нестерпних умовах, створених його жорстоким та аморальним батьком, що змусило розлютитися Діо на весь світ і спонукало до бажання знайти безмежну владу, навіть якщо заради цього доведеться вдатися до підлих вчинків. Аракі також зауважив, що персонаж, що йде на вчинки врозріз із усталеними правилами і мораллю, може викликати у читачів почуття катарсису, у яких теж могли виникати «гидкі думки», але вони ніколи не були втілені, що дозволяє легше перейматися цим персонажем, ніж «бездоганно правильного» героя. Ім'я Діо було взято з італійської назви Бога. Аракі вважав, що Діо добре звучить з ім'ям головного героя ДжоДжо.
Вілл Цеппелі, головний соратник Джонатана, був створений з архетипу «дурний вчитель», який часто зустрічається у фільмах про бойові мистецтва з Джекі Чаном і фільмах «Малюк-ратист», яких наставники, які з першого погляду здаються несерйозними і легковажними людьми, виявляються мудрими вчителями і сильними бійцями. Аракі намалював Віллу вуса, надихаючись Сальвадором Далі, відомим іспанським художником, а також Іями, персонажем із манги Osomatsu-kun. Аракі таким чином хотів проявити бунтарство: персонажі з вусами в сейнен-творах — це завжди люди похилого віку і персони, яким не варто довіряти. Таким чином, манґака йшов на ризик, оскільки була ймовірність того, що читачі могли не прийняти такого персонажа. Прізвище персонажа було створено під враженням рок-групи Led Zeppelin та використано для «балансу імен», тому велика кількість персонажів серії має у своїх іменах букву «J»; прізвище Роберта Спідвагона було створено з такою ж метою.

### Випуск
Phantom Blood, перша частина франшизи, за словами автора, вважається одночасно і найслабшою. Манґака зізнався, що перші глави манґи випускалися за часів таких гігантів, як «Перла дракона», «Кулак Полярної зорі», Captain Tsubasa, Kinnikuman, Knights of the Zodiac і багато людей говорили Аракі, що його робота виглядає на їхньому тлі як «біла ворона». Проте автор продовжував вірити, що, навчаючись на своїх помилках, рано чи пізно він зможе знайти свою «царську дорогу». Так, наприклад, створюючи кожну нову частину франшизи, Аракі прагнув робити її несхожою попри всі попередні частини.
Манґа почала випускатися в журналі Weekly Shonen Jump у 1987 році. Перший том манґи вийшов у видавництві Shueisha 10 серпня 1987 року. Усього перша частина манґи Phantom Blood (яп. ファントムブラッド, Фантому Бураддо) охоплює лише 5 танкобонів, які випускалися в 1987—1988 роках. 2012 року перші розділи манґи вийшли в кольоровому та цифровому вигляді для читання на смартфонах та планшетах.
Сама манґа була перевидана та випускалася з 1 грудня 2013 року по 4 січня 2014 року у вигляді томів у твердих обкладинках. Зображення для обкладинок малював Хірохіко Аракі відповідно до свого нового художнього стилю. Нові видання манґи також були ліцензовані компанією Viz Media для випуску на території США.
| Назва                            | Назва        | Том | Дата випуску                             |
| -------------------------------- | ------------ | --- | ---------------------------------------- |
| Англійська                       | Японська     | Том | Дата випуску                             |
| Dio the Invader                  | 侵略者ディオ | 1   | 10 серпня 1987 р. ISBN 978-4-08-851126-9 |
| The Thirst for Blood             | 血の渇き     | 2   | 8 січня 1988 р. ISBN 978-4-08-851127-6   |
| The Dark Knights                 | 暗黒の騎士達 | 3   | 8 квітня 1988 р. ISBN 978-4-08-851128-3  |
| Chamber of the Two-Headed Dragon | 双首竜の間   | 4   | 10 червня 1988 р. ISBN 978-4-08-851129-0 |
| The Final Ripple                 | 最後の波紋   | 5   | 10 серпня 1988 р. ISBN 978-4-08-851130-6 |

## Аніме
5 липня 2012 року на прес-конференції, присвяченій 25-річчю манґи, Аракі офіційно оголосив, що прем'єра аніме-серіалу відбудеться у жовтні 2012 року. Зображення головних героїв Джонатана Джостара та Діо Брандо з майбутнього серіалу були опубліковані в серпневому номері журналу Ultra Jump; також повідомлялося, що початок аніме-серіалу буде оснований на першій частині манґи — Phantom Blood. З'явилася інформація про те, що над створенням серіалу працює студія David Production, режисером виступає Кен'їті Судзукі, а головних героїв — Джонатана та Діо — озвучуватимуть Кадзуюкі Окіцу та Такехіто Коясу. Серії почали транслюватися телеканалом Tokyo Metropolitan Television з 5 жовтня 2012. Остання серія вийшла 6 квітня 2013 року. Сюжет Phantom Blood охоплює перші 9 серій.
З 30 січня по 27 вересня 2013 року серіал випускався на DVD та Blu-Ray виданнях, де була можливість включити англійські субтитри. Перший DVD випуск аніме потрапив до списку бестселерів у Японії станом на 28 січня по 3 лютого 2013 року, посівши четверте місце з проданими 4,510 копіями. Blu-ray-версія видання також посіла четверте місце з продажу в той самий період з 14,860 проданими екземплярами. Друге видання, у DVD та Blue Ray форматах зайняло 6 місце у списку бестселерів станом на 18-24 лютого з проданими 2,764 та 12,501 проданими копіями. Третє видання у DVD форматі зайняло 6 місце з 2,994 екземплярами, а Blue Ray версія — друге місце з 13,536 станом на 25-31 березня.

### Музика
Опенінг JoJo Sono Chi no Sadame (яп. ジョジョ～その血の運命（さだめ）～, ДжоДжо Соно Чі но Садаме) вийшов 21 листопада 2012 року і показується в першій частині аніме-серіалу, знятого за мотивами манґи Phantom Blood. Музику склав Кохей Танака, а виконують — Ко Отані у супроводі духовного оркестру. В інтерв'ю журналу Billboard співак стверджував, що під час виконання пісні зіставив себе з головним героєм Джонатаном Джостаром, який воював з Діо Брандо. За версією Oricon, сингл під час випуску посів 14 місце у щотижневих топ-чартах. Або 52 місце у списку хіт-парад синглів Японії за версією Billboard, а пізніше піднявся на 19 місце. Сингл протягом 12 тижнів тримав високі позиції у топ-чартах Японії.
Перший альбом до аніме-серіалу під назвою Phantom Blood (Destiny) (яп. ジョジョの奇妙な冒険 Vol.1) вийшов на лейблі Warner Bros 30 січня 2013 разом із обмеженим виданням Blu-Ray-диска з аніме-серіалом. Обмежене видання містить 24 саундтреки. Другий альбом Phantom Blood (Future) (яп. ジョジョの奇妙な冒険) вийшов на тому ж лейблі 22 лютого 2013 разом зі стандартним Blu-Ray-диском, цей альбом включає 25 саундтреків. Автором саундтреків є Хаято Мацуо. В обох альбомах використано саундтреки з першої частини першого сезону аніме-серіалу 2013 року, знятого за мотивами першої частини манги Phantom Blood.

## Критика
Сюжет Phantom Blood отримав різну оцінку, вона варіюється від критичної, до позитивної. Сам Аракі, під час випуску першої частини зізнавався, що його робота не може тягатися з такими гігантами Сенен, як Dragon Ball, Fist of the North Star, Captain Tsubasa, Kinnikuman і Saint Seiya. Читачі Weekly Shonen Jump також поставилися критично до перших глав манґи, зазначивши, що вона створює образ головного героя-невдахи, що вічно програє сутички з Діо. Одночасно манґа визнана сайтом Anime News Network однією з найкращих і найпопулярніших творів 2015 року і отримала від сайту премію в категорії «WTF Did I Just Read?!» (укр. Що за чортівню я зараз прочитав?!).

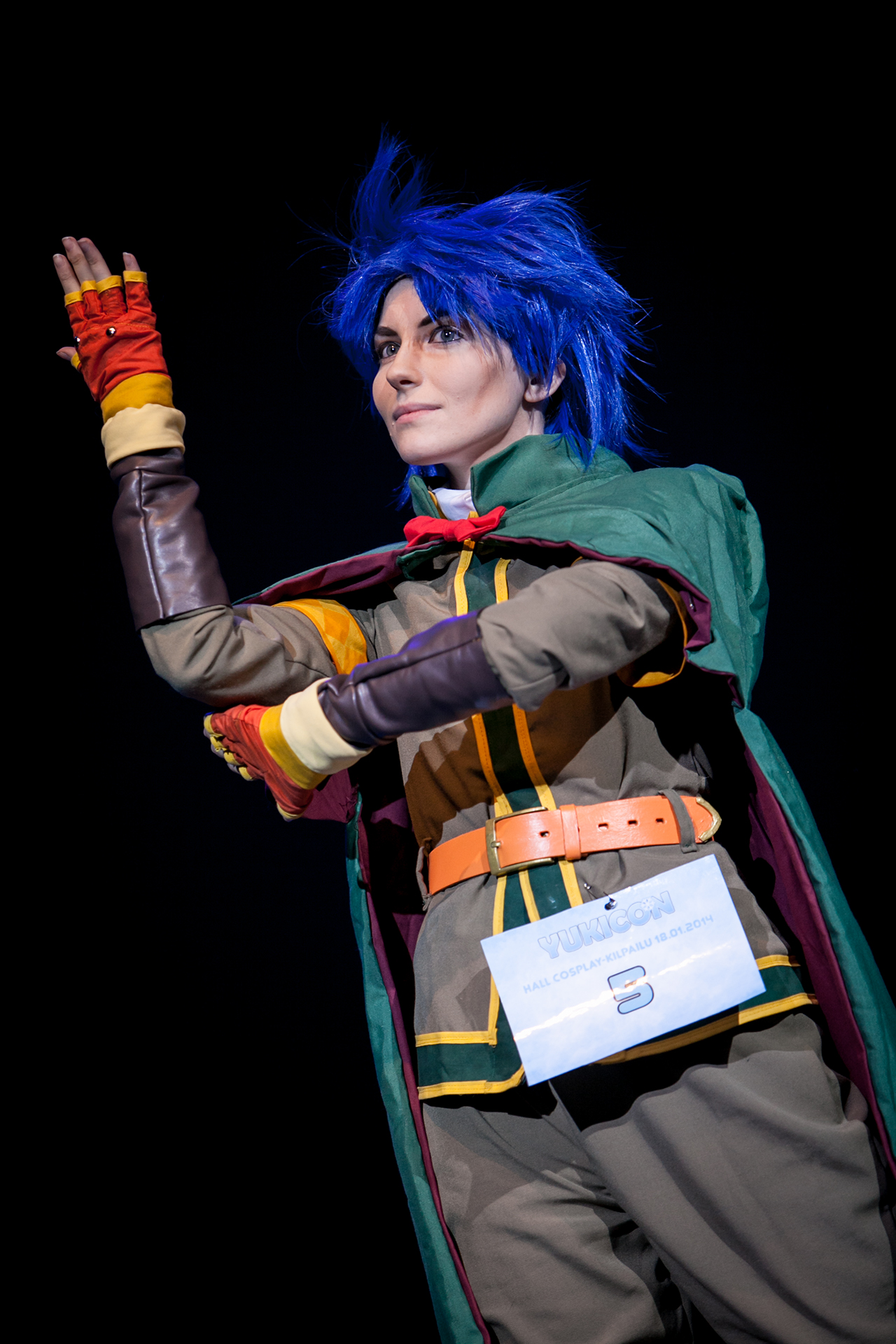
Косплей Джонатана Джостара

Джозеф Ластер з Otaku USA назвав Phantom Blood «частуванням» для старих і нових фанатів Jojo, проте перша частина виглядає мляво на тлі третьої частини Stardust Crusaders. Зіа Грейс і Клейр Нейпір із ComicsAlliance не оцінили сюжет манґи, назвавши його «безглуздим барахлом», не гідного аніме-екранізації 2015 року і порадили обмежитися прочитанням тексту із загальним сюжетом і почати вивчати всесвіт Jojo з Battle Tendency. Критики, зокрема, не оцінили сцени з насильством над тваринами і те, що жінкам приділяється несуттєва чи негативна роль у сюжеті. Ребекка Сільверман з Anime News Network похвалила манґу за реалізм та появи в ній лиходія Діо; на початку він постає, як чудово вихований юнак навіть на тлі Джонатана, але ця вихованість одночасно порахується з крайньою жорстокістю та садизмом персонажа. Критик оцінила, як манґака поєднував міфологію Ацтек і вампіризм, проте зазначила, що деякі читачі визнають сюжет занадто жорстоким, наприклад, за сцени насильства над тваринами. Ребеці сподобалося, як історія в міру розвитку стає все більш «яскравою і дивною», але одночасно розкритикувала сюжет за те, що діалоги в них рясніють знаками оклику і часто замінюють дії. Критик сайту The Casual Otaku під час огляду Phantom Blood відзначив надмірну стислість сюжету, через яку історія звучить трохи смішно. Сам сюжет він назвав фундаментом для довгої франшизи JoJo, який закладає основу для інших частин серій манґи. В іншому огляді відзначається яскрава протилежність головних героїв — непорочний і чистий джентльмен Джонатан проти лиходія Діо, якого можна порівняти з дияволом. На думку критика сайту Out of the box, сюжет Phantom Blood вийшов не лише найкоротшим, а й найслабшим із усієї франшизи JoJo, проте є важливою опорою для решти частин, без якої франшиза стає неповноцінною. До переваг він відніс драматичність сюжету, а також докладний опис його деталей, а до недоліків — слабкий розвиток сюжету і зовнішнє подібність головного героя Джонатана з Кенсіро з Fist of the North Star.
Ряд критиків розкритикували художній стиль Аракі за анатомію персонажів та їхні пози. Сільверман відзначила, як у очі кидаються кричущі пози персонажів і сильні диспропорції в анатомії персонажів, зазначивши, що їхні маленькі голови дуже дивно виглядають на тлі величезних і м'язистих тіл. Через стиль малювання, манґу на думку Сільверман складно читати. Критики Comics Alliance вважають художній стиль персонажів плагіатом манґи Fist of the North Star. Такато з Manga-News зазначив, що на тлі гарної опрацьованості сюжету та персонажів, художній стиль навпаки халтурний та недбало намальований. Ластер з Otaku USA хоч і визнав, що малювання персонажів виглядає набагато гірше, ніж пізніші роботи Аракі, але зазначив, що це не вбиває в манґі та його персонажах якийсь шарм; малювання на думку критика наповнена яскравістю та стилізацією. Корі Кержак із The Fandom Post навпаки оцінив стиль манґи, хоча визнавши, що він виглядає «привітом з 80-х», проте зазначивши, що читаючи манґу, можна отримати таке саме почуття, ніби дивишся хороший бойовик із 80-х.
Після перезапуску манґи в рамках випуску томів JoJonium перший том протягом першого тижня після випуску посів 47 місце в списку бестселерів в Японії з проданими 19,374 копіями за даними компанії Oricon. Перші томи манґи, що вийшли в США, за версією The New York Times стали бестселерами протягом перших трьох тижнів, перше місце дісталося першому тому, другому і третьому томам дісталося друге місце після манґа адаптації The Legend of Zelda — A Link to the Past і 71 тома манґи «Наруто».